# Guillaume André Villoteau

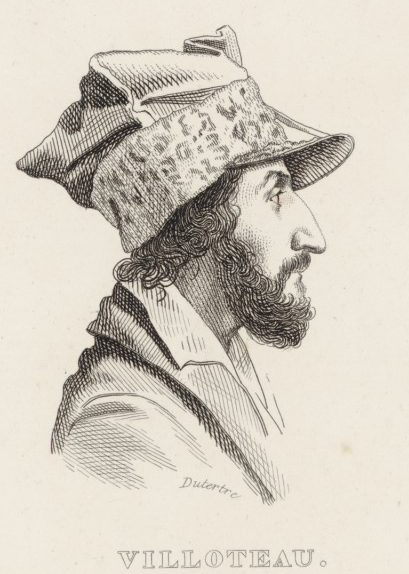
Guillaume André Villoteau.

Guillaume André Villoteau, född den 19 september 1759 i Bellême, död den 27 april 1839 i Tours, var en fransk musikskriftställare.
Villoteau blev kormästare vid Stora operan i Paris och fick följa med Napoleons expedition till Egypten, där han gjorde undersökningar angående de forntida egypternas samt de nyare egyptiska blandfolkens musikinstrument, varom han skrev fyra avhandlingar i den vetenskapliga kommissionens stora Description de-l'Égypte.